# Lagen för bevarandet av allmän ordning

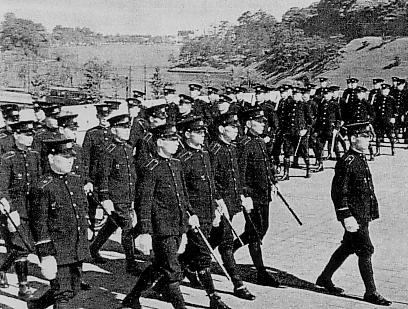
Specialstyrkor ur Tokyopolisen

Lagen för bevarandet av allmän ordning, (japanska: 治安維持法, Chianijihō) var en serie japanska lagar som stiftades 1894, 1900 och 1925. Den sista förbjöd medlemskap i politiska organisationer som ifrågasatte privategendomen eller kejsarmakten, instiftad 12 maj 1925, avskaffad 1945 av den amerikanska ockupationsmakten. 
Straffet för medlemskap i dessa organisationer var upp till 10 års straffarbete, men 1928 höjdes högsta straffet till dödsstraff. Ingen kom dock att avrättas för brott mot denna lag. Lagen riktade sig speciellt mot kommunistiska, socialistiska och anarkistiska organisationer. Vid den så kallade 15-mars incidenten användes lagen för att fängsla 1 600 medlemmar av det förbjudna Japans kommunistiska parti. Samma lag användes även för att tvinga Koreas Kommunistiska Parti till en underjordisk existens, då Korea vid denna tidpunkt var ockuperat av Japan.

## Källa
- Lipman, Jonathan; Molony Barbara, Robinson Michael Edson (2011) (på engelska). Modern East Asia: an integrated history. London, U.K.: Laurence King Pub. Libris 12504094. ISBN 978-1-85669-724-8